# Andrés Felipe Muñoz Martínez
Andrés Muñoz (Santiago de Cali, Valle del Cauca, Colombia; 17 de noviembre de 1992) es un futbolista colombiano, juega de centrocampista.

## Clubes y estadísticas
| Club            | País     | Año         |
| --------------- | -------- | ----------- |
| Orsomarso S. C. | Colombia | 2017 - 2019 |